# Obsessed by Cruelty
Albums de Sodom
In the Sign of Evil
(1984) Expurse of Sodomy
(1987)
Obsessed by Cruelty est le premier album studio du groupe de thrash metal allemand Sodom. L'album est sorti le 9 mai 1986 sous le label Steamhammer Records.
Deux versions de l'album existent, la version européenne de l'album contient un titre de plus que la version américaine : il s'agit du titre After the Deluge.
Le groupe a du ré-enregistrer son album parce que leur label n'était pas satisfait du premier enregistrement. L'album a donc été complètement ré-enregistré, le son amélioré et un titre a été ajouté, il s'agit du titre After the Deluge.
L'album a été décrit par Euronymous de Mayhem comme étant « un chef-d'œuvre de Black metal ». Euronymous a d'ailleurs rendu hommage a Sodom en nommant son label Deathlike Silence Productions qui est la deuxième piste de l'album Obsessed by Cruelty. 
C'est le dernier album du groupe possédant des influences de black metal jusqu'à la sortie de l'album The Final Sign of Evil en 2007.

## Liste des morceaux
Toutes les chansons sont écrites et composées par Sodom.
| 1.  | Intro                    | 1:53 |
| 2.  | Deathlike Silence        | 5:06 |
| 3.  | Brandish the Sceptre     | 2:56 |
| 4.  | Proselytism Real         | 3:34 |
| 5.  | Equinox                  | 3:32 |
| 6.  | Volcanic Slut            | 3:21 |
| 7.  | Obsessed by Cruelty      | 5:47 |
| 8.  | Fall of Majesty Town     | 4:01 |
| 9.  | Nuctemeron               | 3:00 |
| 10. | Pretenders to the Throne | 2:39 |
| 11. | Witchhammer              | 2:02 |

| 1.  | Intro (The Rebirth…)     | 0:56 |
| 2.  | Deathlike Silence        | 5:48 |
| 3.  | Brandish the Sceptre     | 2:56 |
| 4.  | Proselytism Real         | 3:25 |
| 5.  | Equinox                  | 3:36 |
| 6.  | After the Deluge         | 4:54 |
| 7.  | Obsessed by Cruelty      | 5:05 |
| 8.  | Fall of Majesty Town     | 4:04 |
| 9.  | Nuctemeron               | 3:02 |
| 10. | Pretenders to the Throne | 2:37 |
| 11. | Witchhammer              | 1:36 |
| 12. | Volcanic Slut            | 2:58 |

## Composition du groupe
- Tom Angelripper - Chant/Basse
- Michael Wulf - Guitare
- Chris Witchhunter - Batterie

Membre additionnel
- Uwe Christoffers - Guitare sur After the Deluge